# Шарапов, Олег Львович
Виталий Львович Шарапов (9 января 1967, Москва, СССР — 23 марта 2007, Москва, Россия) — советский футболист, защитник.
Вместе с братом-близнецом Виталием воспитанник СДЮШОР «Спартак» Москва. Совместно с братом провёл недолгую футбольную карьеру — в 1983—1985 годах сыграл 32 матчей, забил 5 голов за дублирующий состав «Спартака», в 1986—1987 годах во второй лиге в составе СК ФШМ / ЭШВСМ сыграл 45 матчей. Затем вернулся в «Спартак» и в 1988—1989 годах в составе дубля сыграл 38 матчей, забил 4 гола. За основную команду в 1989 году сыграл два матча в Кубке Федерации футбола СССР. В сезоне 1989/90 провёл два матча в чемпионате Чехословакии за «Сигму» Оломоуц.
Скончался 23 марта 2007 года на 41-м году жизни.